# Westenbrunnenbach
Der Westenbrunnenbach ist ein linker Zufluss des Möhrenbachs im mittelfränkischen Landkreis Weißenburg-Gunzenhausen und dem schwäbischen Landkreis Donau-Ries.

## Verlauf
Der Westenbrunnenbach tritt auf einer Höhe von 495 m ü. NHN am nördlichen Ortsrand des namengebenden Hauptortes der Gemeinde Wolferstadt aus einem kleinen Weiher aus. Er fließt zunächst ostwärts durch Wolferstadt, wendet sich am östlichen Ortsrand nach Norden und passiert dann die Jackermühle und die Spitzmühle. Nach der gleich folgenden Kläranlage und einem größeren Teich am linken Ufer fließt aus einer von Westen kommenden Talmulde ein etwa 1,6 km langer, wegbegleiteter Graben zu und der Westenbrunnenbach kehrt sich nach Ostnordosten. Gegenüber dem Zulauf des trockenen Mühltals von Süden her, steht die Brenneisenmühle am linken Ufer, über ihr auf dem linken Oberhang das Dorf Zwerchstraß. Weiter abwärts tritt er in einem weit nach Norden ausholendem Bogen in ein Waldgebiet ein, das er von einer schmalen Wiesenaue begleitet durchquert. Dabei wechselt er ins Stadtgebiet von Treuchtlingen im Landkreis Weißenburg-Gunzenhausen. Zuletzt weitet sich die nun südostwärts ziehenden Talaue aus, der Westenbrunnenbach unterquert die auf einem Damm geführte Bahnstrecke Donauwörth–Treuchtlingen und mündet jenseits wenig unterhalb des Treuchtlinger Dorfes Gundelsheim auf etwa 439 m ü. NHN von links in den mittleren Möhrenbach.